# Lasioglossum scrophulariae
Lasioglossum scrophulariae är en biart som först beskrevs av Cockerell 1906.  Lasioglossum scrophulariae ingår i släktet smalbin, och familjen vägbin. Inga underarter finns listade i Catalogue of Life.